# Карпатські ведмеді
Карпатські ведмеді — соціальний проєкт, метою якого є допомогти ветеранам та учасникам бойових дій соціалізуватися та інтегруватися у суспільство після отриманих поранень, тривалої служби чи полону. Проєкт активно підтримується відомими колишніми футболістами, екс-гравцями національної збірної України.

## Історія
Проєкт "Карпатські ведмеді" був заснований у 2023 році за ініціативою футбольного менеджера та волонтера Фелікса Ардельянова та нинішнього президента проєкту Артема Федецького. Першими, хто долучився до ініціативи та стали активними учасниками спільноти є Юрій Габовда та Михайло Кополовець. 
Перші збори проєкту відбувались у Києві на базі футбольного клубу «ЮКСА». Проєкт орієнтується на розвиток по всій території України. Завданням є залучення ветеранів до спортивного життя та їх реабілітація через організацію тренувань і футбольних матчів.

## Головний тренер
Головним тренером футбольної команди проєкту на волонтерських засадах став Тарас Михалик, екс-футболіст збірної України та Динамо Київ, який після початку повномасштабного вторгнення активно займається волонтерською діяльністю

## Мета проєкту
"Карпатські ведмеді" мають на меті сприяння соціалізації та реабілітації ветеранів та учасників бойових дій, допомагаючи їм адаптуватися до мирного життя після поранень, тривалої служби чи полону. Важливою частиною проєкту є створення простору для фізичної активності та підтримки ветеранів через спортивні ініціативи, зокрема організацію благодійних матчів і тренувань.

## Благодійний матч-2025
26-го лютого 2025-го року у Києві, на базі футбольного клубу «Юкса», «Карпатські Ведмеді» зіграли свій перший благодійний поєдинок в історії. Суперником стала команда Легенд київського ЦСКА.
Метою поєдинку став збір на реабілітацію та спортивний протез для ветерана Дмитра Михасюка «Кракена», що втратив ногу під час виконання бойового завдання у Макіївці, Донецької області.
У матчі, у складі «ведмедів» взяли участь 23 футболісти-учасники комʼюніті – ветерани, професійні футболісти та медійні особистості зі свідомою громадянською позицією. Гра завершилася яскравою нічиєю 12:12.

## Футболісти-учасники
Артем Федецький
Тарас Михалик
Михайло Кополовець
Юрій Габовда
Олег Герасимюк
Сергій Люлька

## Плани на 2025
7 Січня 2025-го року, співзасновник та президент проєкту Артем Федецький у своїх соцмережах анонсував план проведення тренувально-реабілітаційних зборів "Карпатських ведмедів" на 2025-й рік. Збори заплановані у 5-ти містах України: Києві, Львові, Луцьку, Івано-Франківську та Ужгороді. Таким чином, організаторам вдасться розширити географію проєкту та залучити до ком'юніті більше ветеранів з усієї України.